# 25418 Deshmukh
25418 Deshmukh è un asteroide della fascia principale. Scoperto nel 1999, presenta un'orbita caratterizzata da un semiasse maggiore pari a 2,3596516 UA e da un'eccentricità di 0,1534433, inclinata di 3,26835° rispetto all'eclittica.